# Средно градище
Средно градище е село в Южна България. То се намира в община Чирпан, област Стара Загора.

## География
Намира се на 14 – 15 км северно от Чирпан, след Спасово.

## История
Според преданието, и според един стар учебник по история преди 9 септември 1944 г., се носи слуха, че в селото преди години се е омъжила и живяла сестрата на Паисий Рилски /Георги Епитов Инелски/. В началото на 19 в. той идва от с. Стрелча в с. Медово и започва да се занимава с търговия, но не изпълнявал разпорежданията на Осман бей. Между него и бея започва конфликт и беят решава да премахне Георги. За да се предпази, през 1910 г. Г. Инелски заминава за Бесарабия. Там престоява 4 г., след което се завръща в поробената си родина и се отправя към Рилския манастир. Там работи под псевдонима Паисий Рилски. Като таксидиот на манастира, той обикаля из турската империя да събира помощи. След смъртта на Осман бей през 1826 г., Паисий Рилски (Г. Инелски) се завръща в Медово като свещеник и учител. Георги Николаевич Епитов (Инелски) е първият учител в селото. С неговото идване с. Медово става център, става седалище за кръщаване, венчаване и опяване на смъртните. Но най-голямата му заслуга е, че открива килийно училище в село Медово.
Бащината му къща се намирала там, където сега е дворът на Хр. Стрелчев. Тук той построява голяма стая, в която черкува и учи децата от селото на четмо и писмо. Учителствал е няколко години, но докога – не е известно. В „Летописната книга на училището“, водена тогава от учителят Миньо Попантов пише следното: „Според сведенията на старите хора първата килия в селото ни е открита от Паисий.“ Бащата на Миньо Попантов – свещеникът Антон Илиев, пише следното: „Отец Паисий е родом от с. Банджиларе, от семейството на Инелските, чист православен българин. В буйната си младост ходил в Русия и оттам пренесъл той кръст седефлията, ходел в Рилския манастир, подстригал се в монашески чин и се завърнал пак в родното си село Банджиларе, където отворил училище в 1810 г.“.
В „Рилската преправка на История славянобългарска“ Боньо Ст. Ангелов допълня биографията на нашия герой със следните сведения: „Преди да замине за Русия, той е бил бакалин в дюкяна на Таньо Терзията. Буден и буен българин, Паисий е бил преследван от беговете в с. Марково и бил принуден да избяга за спасение на живота си в Русия, а след това в Рилския манастир изучава черковнославянски език и овладява гръцкия език.“.
По-нататък Боньо Ангелов продължава: „Паисий Рилски е познат с още един ръкопис от 1917 г., който се намира в Окръжния музей в гр. Стара Загора. Този ръкопис има 62 пагинирани листа, освен тях в началото има още 3 листа, а в края – още един лист. Книгата е хубаво подвързана с орнаментирана кожа.“
Годината 1825, когато пише „Рилската преправка“, е последната вест за Паисий Рилски. Не знаем и дали той е написал други, освен посочените две книги. Може би заминава за Хасково с Рилския монах Агапий, където разгръщат широка просветна дейност.
„Рилската преправка„ (написана от медовеца Паисий Рилски-Г.Инелски) е компилативно съчинение. В сравнение с „История славянобългарска“ на Паисий Хилендарски, преправката съдържа нови глави. Главната цел и на двете съчинения е да покажат славното минало на българския народ, разкрито чрез важни събития, дело но народа и на видни негови водачи.
При едно от неговите посещения при него, той е починал и погребан в местните гробища. Като доказателство, че е той, книгата с която е заровен, е направена от същите материали, от които е направена и черновата на История славяноболгарская. В селото се съхранява един по-късен ръкопис, в които наред с историята на селото има и разследвания и на тази тема.
Иван Андонов е работил като учител в село Евджилери (днес Средно градище, област Стара Загора) в периода 1872–1874 г. По време на учителстването си там той се включва активно в националноосвободителното движение, като става член и по-късно секретар на Чирпанския революционен комитет. През 1872 г. се среща с Васил Левски, което оказва силно влияние върху неговия живот и го насочва към революционната борба .
Местната църква ,,света троица,, е построена през 1848 година,видно от надписа на една от колоните в сградата,което говори за будния дух на средноградищенци,построили своя църква още в тия ранни години на Възраждането ,няколко години след признаването на Българската патриаршия.
Името си  селото е получило от факта, че има две средновековни селища край него – „Градището“, на което основите все още се виждат над местността „Мавровица“, и „Долно Градище“ – остатъкът от селището е от римско време край „Козлушката чешма“. И от там и името – Средно Градище (по турско време е било „Евджилери“ – от сведения 1870 г. селото има 180 къщи: „в лето 1874, месец ноемврий 21, 900 и пословом деветстоти гроша оброчаваме се ний и се подписваме отдолу да ги даваме на даскала Тотю от Трявна да ни сиди даскал на черковата, да пее и да учи евджилерските момчета“ – от туй време е вероятно и църквата в селото. През 1907 г. по инициатива на окръжния управител Христо Милев 311 села от Старозагорски окръг с турски имена са преименувани в български: така селото от „Евджилери“ става на „Средно градище“.
По стари сведения местния футболен отбор се е наричал,,Бясно куче"...

## Културни и природни забележителности
Над селото се намира най-високият връх на Чирпанските възвишения, връх „Китката“ (680 m). Теренът е планински, срещат се дъбови гори и малки туфи с габер и липа, а също така и борови гори на около 50 години. Прочута е местността „Брусовото“, където ранна пролет цъфтят цели поляни с кокичета. Наоколо има много запустели каменни кариери, откъдето идва и името – „Плочкиното село“.
От 31 декември 1905 г. има читалище „Съгласие“, и действаща библиотека, както и за каса с 36 члена,по-късно приеминуесно на читалище,,отец Паисий,,

В началото на месец юни се провежда ежегодния селски сбор. Преди години той се е провеждал на СВЕТИ ДУХ, но поради факта, че празника се мени със Великден и винаги се пада в понеделник, е възстановен през някоя от съботите на юни. Традиционно това е първата седмица от месеца, в съботен ден. Прави се изложба на битова тематика в местното читалище, масивна сграда от 1961г., по инициатива от местните баби. Обикновено на площада има оркестър, извива се и кръшно общоселско хора до късно вечер.
Селото е известно и с ежегодния Национален Фестивал на лавандулата, който се провежда от 2014 година ,финансиран от частни спонсори привличащ  многобройни туристи и допринася за развитието на местния туризъм. Тези фактори допринасят за положителния имидж на Средно градище като спокойно и привлекателно място за живеене и отдих.,а селото ще си остане като едно от местата,утвърждаващи местните традиции и обича
В селото се провежда и традиционен рок-фестивал в края на месец юли.

## Личности
Родени в Средно градище
- Кольо Стойчев (1881 – ?), деец на ВМОРО, участник в Илинденско-Преображенското въстание в 1903 година с четата на Иван Варналиев[3]